# Церибашићи
Церибашићи су насељено мјесто у Босни и Херцеговини у општини Бугојно које административно припада Федерацији Босне и Херцеговине. Према попису становништва из 1991. у насељу је живјело 312 становника.

## Становништво
| Националност       | 1991. | 1981. | 1971. | 1961. |
| Муслимани          | 187   | 149   | 115   |       |
| Срби               | 107   | 104   | 101   | 107   |
| Хрвати             |       | 48    | 9     |       |
| остали и непознато | 18    |       |       | 98    |
| Укупно             | 312   | 301   | 225   | 205   |

| Демографија | Демографија | Демографија |
| Година      | Становника  | Становника  |
| ----------- | ----------- | ----------- |
| 1961.       | 205         |             |
| 1971.       | 225         |             |
| 1981.       | 301         |             |
| 1991.       | 312         |             |